# Bastian Seibt
Bastian Seibt (ur. 19 marca 1978 w Hamburgu) – niemiecki wioślarz, reprezentant Niemiec w wioślarskiej czwórce bez sternika wagi lekkiej podczas Letnich Igrzysk Olimpijskich w Pekinie.

## Osiągnięcia
- Mistrzostwa Świata – Mediolan 2003 – ósemka wagi lekkiej – 1. miejsce[1].
- Mistrzostwa Świata – Gifu 2005 – czwórka bez sternika wagi lekkiej – 5. miejsce[1].
- Igrzyska Olimpijskie – Pekin 2008 – czwórka bez sternika wagi lekkiej – 12. miejsce (nie wystartował w półfinałach)[1].
- Mistrzostwa Europy – Montemor-o-Velho 2010 – czwórka bez sternika wagi lekkiej – 1. miejsce[2].